# Khaled Tareq
Khaled Tareq Bashir (Arabic:خالد طارق بشير) (sinh ngày 15 tháng 7 năm 1995) là một cầu thủ bóng đá người Các Tiểu vương quốc Ả Rập Thống nhất. Hiện tại anh thi đấu cho Baniyas.